# فون تايلور
فون تايلور (بالإنجليزية: Vaughn Taylor)‏ هو ممثل أمريكي، ولد في 22 فبراير 1910 ببوسطن في الولايات المتحدة، وتوفي في 26 أبريل 1983 بلوس أنجلوس في الولايات المتحدة بسبب نزف مخي.

## أعمال

### أفلام
- (1959) قطة على سقف من صفيح ساخن
- (1960) سايكو
- (1966) الروس قادمون

## وصلات خارجية
- فون تايلور على موقع IMDb (الإنجليزية)
- فون تايلور على موقع ألو سيني (الفرنسية)
- فون تايلور على موقع أول موفي (الإنجليزية)
- فون تايلور على موقع قاعدة بيانات برودواي على الإنترنت (الإنجليزية)
- فون تايلور على موقع قاعدة بيانات الأفلام السويدية (السويدية)
- فون تايلور على موقع قاعدة بيانات الفيلم (الإنجليزية)
- فون تايلور على موقع كينوبويسك (الروسية)